# Ferrocarril Ocampo
El Ferrocarril Ocampo, también llamado "Primer Ferrocarril del Chaco" y más tarde "Ferrocarril La Forestal", fue el primer ferrocarril de Villa Ocampo, del Norte de Santa Fe y de todo el Territorio del Gran Chaco. Contaba con trocha métrica (1000 mm) y fue inaugurado el 26 de julio de 1884. Fue pensado estratégicamente por Manuel Ocampo Samanés para unir el aserradero "La Carlota", el ingenio "Manolo" (Arno más tarde) y la destilería "Don Emilio" (todos alrededor de Villa Ocampo) a Puerto San Vicente, sobre un brazo del río Paraná llamado "Paraná Miní".
Se construyó con material rodante traído de Alemania, del sistema Decauville. En un comienzo tenía 25 km de extensión desde Villa Adela hasta Puerto San Vicente. Más tarde, en 1910, es transferido a la empresa La Forestal, que lo extiende hasta Villa Ana (lugar donde se hallaba su fábrica de tanino) hacia el oeste y hasta el Puerto Ocampo, por el este. De esta forma alcanza el río Paraná, recorriendo varios kilómetros entre islas y el valle de inundación con tres grandes puentes, 27 menores y varias alcantarillas. Poseía tres locomotoras, tres vagones de primera clase, una autovía y 60 vagones plataformas, contaba con cuatro estaciones, con depósitos para mercaderías y un taller de reparaciones.
En su máxima extensión, bajo el nombre de "FC La Forestal", llegó a la Estación km 366 del Ramal F del FCGB, donde hoy se encuentra la localidad de Los Tábanos.
Con el declive de la empresa en los años 1960, la línea férrea también entró en decadencia, quedando en la actualidad pocos vestigios de la misma como tal. La desaparición de este ferrocarril también significó, por muchos años, la desconexión entre Puerto San Vicente, sobre el río Paraná Mini, con Puerto Ocampo, sobre el Paraná. En la actualidad, sus terraplenes se conservan para transporte automotor.

## Imágenes

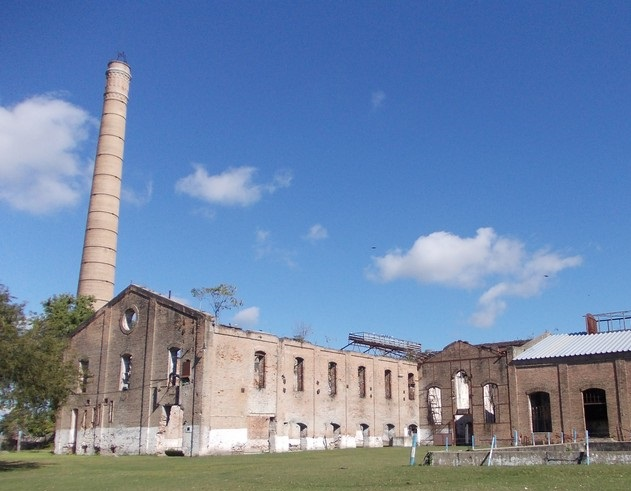
Instalaciones abandonadas de La Forestal en Villa Ana. El Ferrocarril Ocampo trasladaba el tanino aquí producido hasta el puerto sobre el río paraná.
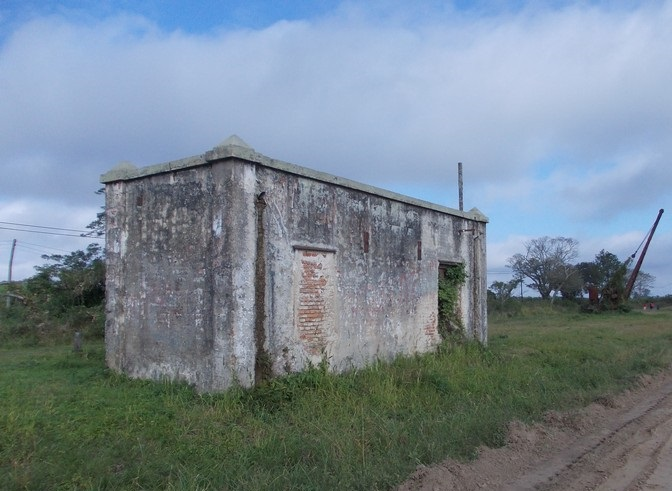
Estación Isleta, se aprecia un guinche cañero en el fondo.
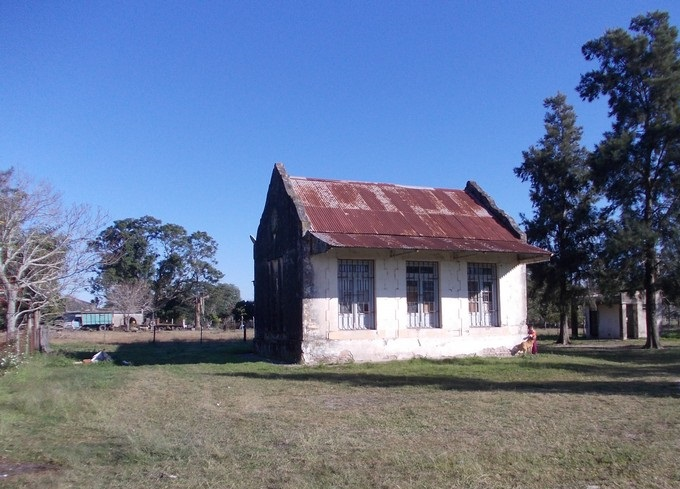
Estación Adela.

- Datos: Q30914776
- Multimedia: Ferrocarril Ocampo / Q30914776